# Средний жуз
Сре́дний жуз (уст. Сре́дняя орда́; каз. Орта жүз) — группа казахских племенных объединений в Центральном, Северном и Восточном Казахстане.
На рубеже XIX — начала XX веков численность казахов Среднего жуза составляла примерно 1 млн. 350 тыс. человек. Если к ним добавить тех казахов, принадлежавших к данной группе, проживавших за пределами территории Казахстана (в частности, в России, Узбекистане, Китае и Монголии), то их число превышало полтора миллиона человек.

## Племена Среднего жуза
Аргыны проживают на территории Тургайского плоскогорья до Чингизских гор на востоке и на северо-западном побережье Балхаша. Они располагаются на территории Павлодарской, Акмолинской, Карагандинской, Абайской и Костанайской областей. Племя Аргын включают в себя роды: Мейрам (Куандык, Суйиндик, Бегендик, Шегендик, Каракесек), Момын (Атыгай, Карауыл, Канжыгалы, Басентиын, Тобыкты), Томенги-шекты, Жогары-шекты, Таракты. Их лозунг и клич — «Акжол».
Найманы обосновались в основном в восточном регионе Казахстана, на плоскогорьях Алтайских гор и Джунгарского Алатау до Чингизтау и Улытау в Центральном Казахстане, а также по берегам реки Сырдарьи. Часть найманов кочевала в районе Кокшетау по берегам реки Иртыш, и остальная часть – восточном и южном побережье озера Балхаш. До Октябрьской революции найманы были расселены на территории Лепсинского, Копальского, Усть-Каменогорского, Зайсанского, Атбасарского, Семипалатинского, и Перовского уездов. Племя Найман включают в себя роды: Толегетай (Матай, Каракерей, Тортуыл, Садыр), Ергенекты (Кокжарлы, Каратай, Бура), Сугырше (Баганалы, Балталы), Терыстанбалы (Мамбет, Рыскул), Сарыжомарт (Бораншы
Саргалдак, Шонмурын, Кожас, Кожамберді, Беске, Даулет, Шерушы, Тенеке), Ак-найман, Дурмен-найман, Шерушы-найман, Кызай-найман. Их лозунг и клич — «Каптагай», «Аккожа», «Кабанбай», «Даулетбай».  В отличий от других племен, у каждого рода племени Найман есть свои тамги и кличи.
Кыпшаки живут по большей части в Центральном Казахстане, на южных берегах Сырдарьи в её среднем и нижнем течении, на берегах Тобола. По данным царской переписи, составленной в конце XIX и начале XX веков, они селились в Кустанайском, Перовском, Павлодарском и Омском уездах. Их лозунг — «Ойбас». 
Коныраты проживают на территории Южного Казахстана, на южных берегах реки Сырдарьи в её среднем течении, так же в предгорьях Каратау. Расселялись в Чимкентском, Перовском и Ташкентском уездах, в других регионах Средней Азии. Боевой клич — «Алатау». "' Мукамал 
Кереи живут в Северном и Восточном Казахстане, на берегах Иртыша и Ишима, а также в западных отрогах Алтайских гор; в Российской Империи, расселялись в Перовском, Омском, Каркаралинском, Кустанайском, Семипалатинском и Зайсанском уездах. Их лозунг — «Ошыбай "
Уаки — проживают в Костанайской, Павлодарской, Восточно-Казахстанской и Северо-Казахстанской областях Казахстана, а также в Алтайском крае, Омской и Новосибирской областях России. В Костанайской области, в частности, живут в Сарыкольском, Карасусском и Узункольском районах. Их лозунг и клич — «Жаубасар, Мукамал».
В Среднем жузе кроме упомянутых племён жили торе, толенгуты, кыргызы, Байгулаки.

## Численность

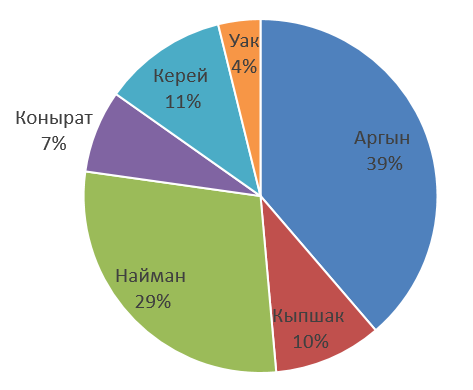
Доля племён в Среднем жузе на начало 20 века

По данным сельскохозяйственной переписи населения в 1896—1911 годах (В скобках по книге Асета Темиргалиева «Волости, уезды … Казахи: С схематической картой низовых административно-территориальных делений проживания казахов в 1897—1915 г.г. : этнолого-картографическое исследование»):
СРЕДНИЙ ЖУЗ:
- Аргын — 509 000 (753 000)
- Керей — 90 000 (221 000)
- Конырат — 128 000 (147 000)
- Кыпшак — 169 000 (192 000)
- Найман — 395 000 (557 000)
- Уак — неизвестно (75 000)

## Состав племенного союза
- Средний жуз на «Родоводе». Дерево предков и потомков

| Племя | Аргыны | Найманы | Кипчаки | Коныраты | Кереи | Уак |
| ----- | --- | --- | --- | --- | --- | --- |
| Род   | 1. Мейрам 1. Бегендик 2. Куандык 3. Суйиндык 4. Шегендик 5. Каракесек 2. Момын 1. Атыгай 2. Басентиын 3. Карауыл 4. Канжыгалы 5. Тобыкты 3. Жогары-шекты 4. Томенги-шекты 5. Таракты (жиен) | 1. Ергенекты 1. Бура 2. Каратай 3. Кокжарлы 2. Толегетай (Толетай) 1. Матай 2. Каракерей 3. Садыр 4. Тортуыл 3. Терстанбалы 4. Сугырше 1. Баганалы 2. Балталы 5. Саржомарт | 1. Кулан Кыпшак 2. Сары Кыпшак 3. Китай Кыпшак 4. Сагал Кыпшак 5. Кара Кыпшак 1. Карабалык 2. Колденен 3. Бултын 4. Узун 5. Торы | Котенши: 1. Сангыл 2. Божбан 3. Жетимдер 4. Мангытай 5. Аманбай 6. Жаманбай Коктинулы: 1. Байлар 2. Жандар 3. Оразкелди 4. Карасирак 5. Токболат 6. Кулшыгаш 7. Алги | 1. абақ: 1. Жантекей 2. Жадик 3. Шимойын 4. Шубарайгыр 5. Меркит 6. Шеруши 7. Сарбас 8. Молкы 9. Ители 10. Каракас (сидалы) 11. Консадак 12. Жастабан 13. Итимген 1. Ашамайлы: 1. Балта 2. Кошебе 3. Тарышы 4. Сибан | 1. Ер Қосай 2. Байназар 3. Бетке 4. От первой жены: 1. Сарман 2. Шога 5. Ергенекти: 1. Баржакы 2. Жансары 3. Шайкоз 4. Бидалы |

## Правители Среднего жуза
| № | Хан                          | Портрет | Начало правления | Конец правления | Происхождение                                     | Тамга | Примечание              |
| - | ---------------------------- | ------- | ---------------- | --------------- | ------------------------------------------------- | ----- | ----------------------- |
| 1 | Шах-Мухаммед (Самеке)        |         | 1719             | 1734            | сын Тауке-хана                                    |       |                         |
| 2 | Абилмамбет (каз. Әбілмамбет) |         | 1734             | 1771            | сын Болат-хана, внук Тауке-хана                   |       |                         |
| 3 | Абылай (каз. Әбілмансұр)     |         | 1771             | 1781            | сын Коркем-Уали-султана, внук Абылай-хана Каншера |       |                         |
| 4 | Уали (каз. Уәли)             |         | 1781             | 1819            | сын Абылай-хана                                   |       |                         |
| 5 | Даир (каз. Дайыр)            |         | 1781             | 1784            | сын Барак-султана, внук Турсун-хана               |       | хан части Среднего жуза |
| 6 | Бокей (каз. Бөкей)           |         | 1815             | 1817            | сын Барак-султана, внук Турсун-хана               |       | хан части Среднего жуза |
| 7 | Губайдулла (қаз. Ғұбайдолла) |         | 1819             | 1822            | сын Уали-хана                                     |       |                         |
| 8 | Кенесары                     |         | 1841             | 1847            | сын Касым-султана, внук Абылай-хана               |       |                         |